# 天津飛騰
天津飛騰信息技术有限公司是中華人民共和國一家集成电路芯片研發廠商，總部位於天津市天津滨海高新技术产业开发区。公司成立於2014年8月21日，公司名稱來自於屈原《楚辞·离骚》中的「吾令凤鸟飞腾兮，继之以日夜」。公司的產品有飛騰處理器。

## 外部連結
- 官方网站